# Mistletoe and Wine
Mistletoe and wine ("Vischio e vino") è una famosa canzone pop-natalizia, scritta nel 1976 - originariamente per il musical Scraps alias The Little Matchgirl (adattamento della fiaba di Hans Christian Andersen La piccola fiammiferaia) - da Jeremy Paul, Leslie Stewart e Keith Strachan e portata al successo nel 1988 dal cantante britannico Cliff Richard.

## Storia
Il brano, composto da Jeremy Paul, Leslie Stewart e Keith Strachan,  fu eseguito per la prima volta nel 1976 come parte del musical Scraps, basato sul racconto di Hans Christian Andersen La piccola fiammiferaia e rappresentato all'Orange Tree Theatre di Richmond (Londra).
Nel 1986, il brano fu interpretato dell'ex-modella Twiggy nello stesso musical, ora ribattezzato The Little Matchgirl e trasmesso in occasione del Natale dalla TV britannica.
Il programma fu seguito anche dal manager di Cliff Richard, Peter Gormley, il quale, intuendo il possibile successo della canzone, nel 1987 propose al cantante di inciderla.

Il disco di Cliff Richard uscì però solamente nel 1988, risultando il singolo più venduto in assoluto in quell'anno nel Regno Unito.

## Testo
Nel testo, vengono citati gli elementi tipici del periodo natalizio:  elementi religiosi, come un bambino che diventa re, vengono mescolati ad elementi più laici, come Babbo Natale, la neve, i canti natalizi e - ovviamente - vischio e vino.
Nel ritornello, le parole del titolo "Mistletoe and Wine" fanno rima con "Christmastime".

## Cover

### Cover di Cliff Richard
Nel 1988 Cliff Richard realizzò una cover del brano che riuscì a inserirsi nelle classifiche di fine anno.

### Altre cover
Oltre che da Cliff Richard, il brano è stato inciso anche dai seguenti cantanti e gruppi (in ordine alfabetico):
- David Alexander (in: It's Christmas, raccolta postuma del 2002)
- The Bachelors
- Paul Brooks (1998)
- Tony Kenny (1996)
- Mediæval Bæbes
- New World Orchestra
- Nigel Ogden
- State of the Heart